# Aegomorphus maculatissimus
Aegomorphus maculatissimus es una especie de escarabajo longicornio del género Aegomorphus,  subfamilia Lamiinae. Fue descrita científicamente por Bates en 1861.
Se distribuye por Bolivia, Brasil y Perú. Mide 9-12,72 milímetros de longitud.